# Yaxley (Cambridgeshire)
Yaxley è un paese di 7 413 abitanti della contea del Cambridgeshire, in Inghilterra.